# Caldicot (hrad)
Caldicot (velšsky Castell Cil-y-coed) je rozsáhlý středověký hrad ve stejnojmenném městě v hrabství Monmouthshire v jihovýchodním Walesu. Hrad je volně přístupný veřejnosti. 

## Historie
Lokalitu opevnil Milo Fitzwalter, vrchní konstábl krále Štěpána, ve 12. století. Jednalo se o dřevěnou stavbu s donjonem na umělém pahorku (motte). Caldicot přestavěl na kamenný hrad Humphrey de Bohun, který jej zdědil v roce 1221. Do současné rozlohy byl hrad rozšířen za Tomáše z Woodstocku, který se oženil s dcerou posledního člena rodu de Bohun. V 15. a 16. století byl hrad královským majetkem. Po anglické občanské válce byl hrad opuštěn. Současná podoba hradu je důsledkem přestaveb z konce 19. a celého 20. století.

## Architektura
Hrad je přibližně pětiúhelníkového půdorysu. Celý hradní areál je obklopen příkopem. Jižní část hradby obsahuje 2 kruhové věže a bránu ze 14. století, výrazně přestavěnou v moderní době. Mezi bránou a jihovýchodní věží se nacházel palác s velkým sálem. V západní části hradeb se nachází původní branská věž z doby rodu de Bohun. V severozápadním nároží hradby se nachází umělý pahorek (motte) a na něm kamenný kruhový donjon (keep). Pahorek je od nádvoří oddělen mělkým příkopem. Uprostřed severní hradby stojí Woodstockova věž.

## Galerie
- Půdorys
- Hrad v roce 1732
- Hradní brána ze 14. století
- Příkop pahorku (motte), vpravo Woodstockova věž
- Starší brána z doby rodu de Bohun